# AqME
Aqme (tidligere kendt som Neurosyndrom) er et fransk rock band fra Paris. Bandet består af fire medlemmer og blev dannet i 1999. Det var en del af den franske metalbevægelse kaldet "Team Nowhere", men valgte at opgive projektet for at blive mere uafhængige.

## Diskografi
- 1999 University of Nowhere (EP)
- 2002 Sombres Efforts
- 2003 Polaroïds et Pornographie
- 2005 La Fin Des Temps
- 2006 Live(s)
- 2008 Hérésie
- 2009 En l'Honneur de Jupiter

| Musik | Spire Denne musikartikel er en spire som bør udbygges. Du er velkommen til at hjælpe Wikipedia ved at udvide den. |